# مسجد عطاء الله خان
مسجد عطاء الله خان مربوط به اواخر دوره قاجار است و در شهرستان بیرجند، بخش مرکزی، روستای بجد واقع شده و این اثر در تاریخ ۲۷ مرداد ۱۳۸۲ با شمارهٔ ثبت ۹۶۰۷ به‌عنوان یکی از آثار ملی ایران به ثبت رسیده است.